# ارکیده مورچه‌ای معمولی
ارکیده مورچه‌ای معمولی (نام علمی: Chiloglottis formicifera) نام یک گونه از سرده ارکیده‌های زنبوری است.